# أحمد اليوسف الصباح
الشيخ أحمد يوسف سعود محمد الصباح (6 أكتوبر 1962)؛ رئيس الاتحاد الكويتي لكرة القدم الحالي، وسبق وأن ترأس في عدة دورات أخرى مُنذ عامي 2004، وعام 2007، وعام 2017 وحتى عام 2022.

## دراسته العلمية
حاصل علي دبلوم علوم عسكرية – الأكاديمية العسكرية بالكويت عام 1981 ، ودبلوم طيران فرنسا 1984 – مقدم طيار.

## حياته المهنية والعملية
- عضو في مجلس الإدارة وعضو لجنة التدريب في الاتحاد الكويتي لكرة القدم منذ عام 1986.[2]
- أمين صندوق الاتحاد الكويتي لكرة القدم عام 1989.
- رئيس اللجنة المالية والفنية في بطولة الصداقة والسلام عام 1989 وكأس الخليج عام 1994.
- ترأس وفد المنتخب الأولمبي في برشلونة 1992.
- عضو مجلس إدارة وعضو اللجنة التنفيذية بالاتحاد العربي لكرة القدم.
- رئيس مجلس إدارة الاتحاد الكويتي لكرة القدم 2004 – 2007 – 2017.
- شارك في جميع دورات الخليج كإداري منذ الدورة الثامنة في الرياض حتى الدورة الخامسة عشرة في الرياض.
- ترأس وفد المنتخب الأول في دورة كأس الخليج العربي السادسة عشرة في الكويت.
- ترأس وفد المنتخب الأول في دورة كأس الخليج العربي السابعة عشرة في الكويت.
- ترأس عدة وفود في الدورات والمعسكرات التدريبية.
- تولي منصب مدير عام السباق بنادي الصيد والفروسية 2000.
- أثناء الغزو عام 1990 – 1991 شارك كطيار في حرب التحرير الكويت.

## حياته العائلية
هو أخ الشيخ فهد يوسف سعود الصباح . متزوج ولديه ابن:
- الشيخ تركي اليوسف الصباح - رئيس نادي السالمية.